# Dům Esada Kuloviće
Dům Esada Kuloviće (bosensky Zgrada Esada Kulovića) se nachází v bosenské metropoli Sarajevu. Palác z konce 19. století na rohu ulic Kulovića a Branilaca Sarajeva vznikl podle projektu českého architekta Karla Paříka pro potřeby místního významného politika a občana, Esada Kuloviće. 

## Historie
Dvoupatrová budova vznikla s fasádou odkazující na novorenesanční sloh – s velkými dělenými okny, se šambránami a dekorativními vázami. Výstavnější fasáda je obrácená směrem do ulice Branilaca Sarajeva (která je širší) než do Kulovićovy. 
Kulović si budovu nechal vybudovat na pozemku, který zdědil. Stavba byla dokončena v roce 1896, nicméně pouze do druhého patra. Další části budovy výše již dokončeny nikdy nebyly. 